# 王妍雯
王妍雯（1999年3月27日—），辽宁大连人，中国女子足球运动员，司职前锋。曾代表中国参加2020年夏季奥林匹克运动会女子足球比赛。目前效力于法国女子足球甲级联赛第戎女子足球俱乐部。